# HMS Disa (1877)

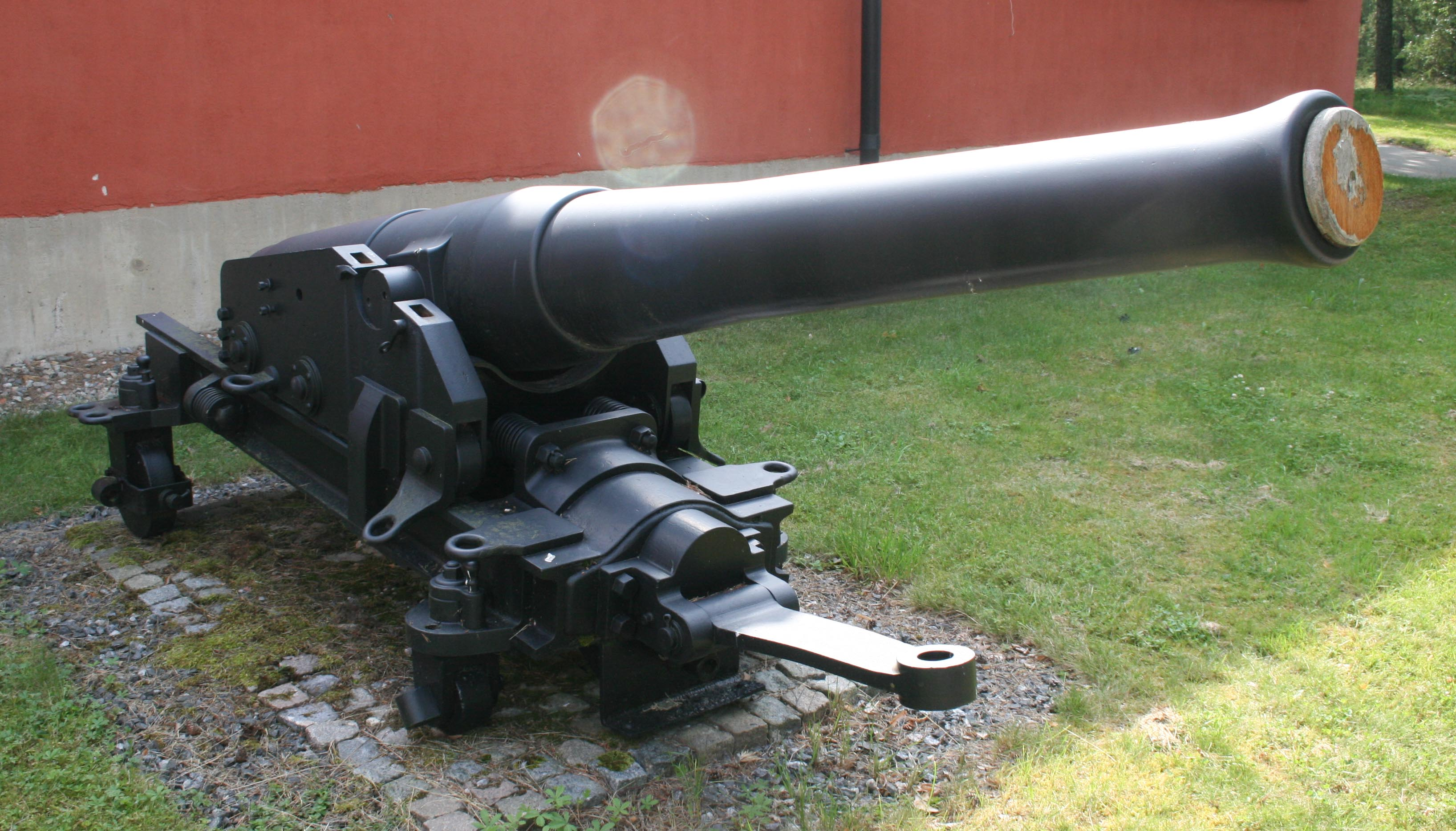

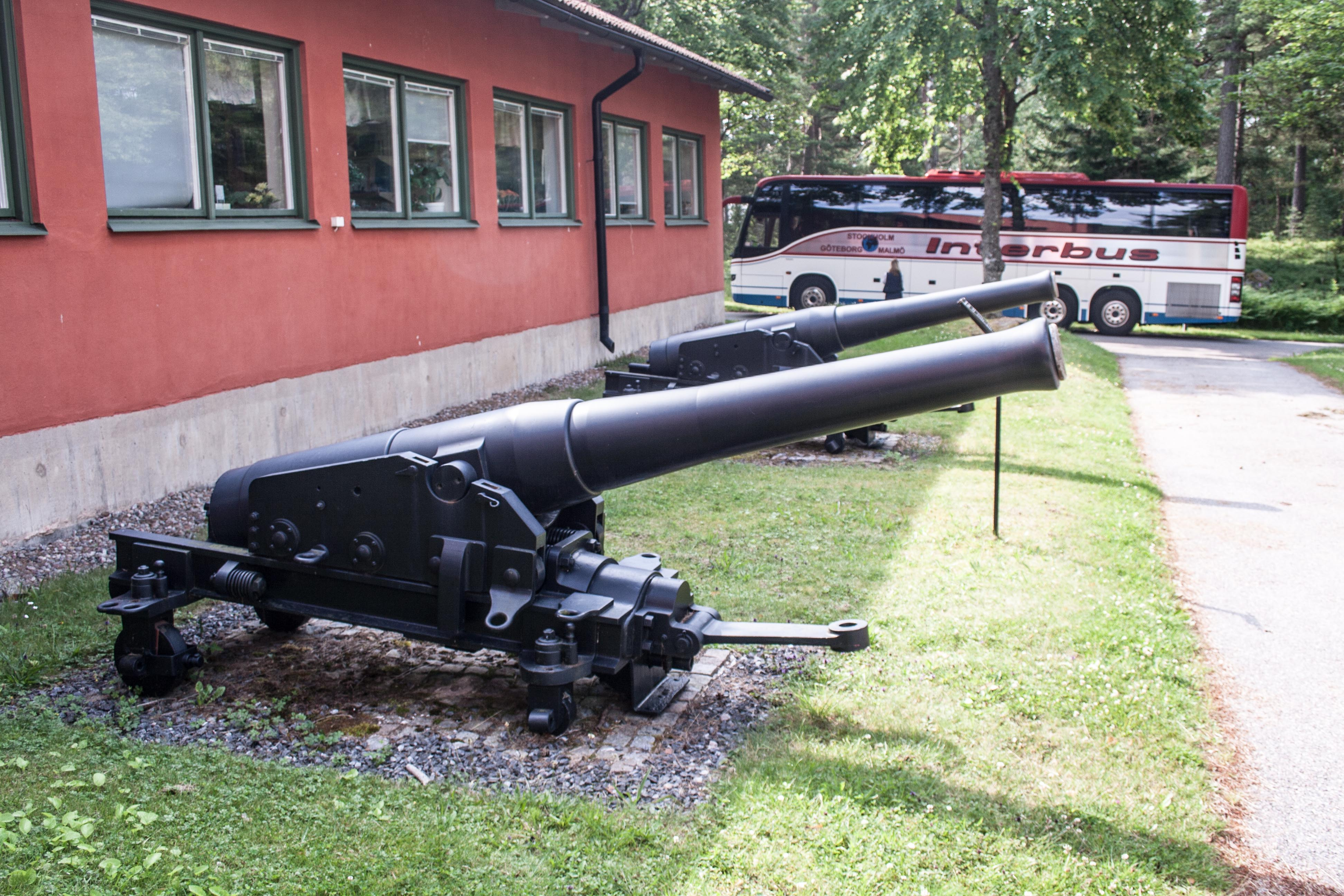
A HMS Disa és a HMS Rota ágyúi a bergai haditengerészeti támaszponton

A HMS Disa ágyúnaszád 1878-ban állt a svéd haditengerészet szolgálatába. Neve egy ősi skandináv eredetű női név.
Vasból épült, de két árbóca is volt és maximálisan 430 m²-es szkúner-vitorlázattal látták el. 1892-ben irányító-tornyot kapott 51 mm-es páncélzattal. 1915-ben raktárhajó lett belőle. 1927-ben célhajóként a HMS Drottning Victoria ágyúi süllyesztették el.

## Fordítás
- Ez a szócikk részben vagy egészben a HMS Disa (1877) című svéd Wikipédia-szócikk ezen változatának fordításán alapul.  Az eredeti cikk szerkesztőit annak laptörténete sorolja fel. Ez a jelzés csupán a megfogalmazás eredetét és a szerzői jogokat jelzi, nem szolgál a cikkben szereplő információk forrásmegjelöléseként.